# مجموعة مشاركة
في الرياضيات وبالتحديد في نظرية الزمر، لأي زمرة جزئية {\displaystyle H\!} من الزمرة {\displaystyle G\!} وأي عنصر {\displaystyle x} من {\displaystyle G\!}،
تتحدد {\displaystyle xH\!} بكونها المجموعة {\displaystyle \{xh\colon h\in H\!\}} ويُقال عنها مجموعة مشاركة يسرى لـ {\displaystyle H\!} و
وتتحدد {\displaystyle Hx\!} بكونها المجموعة {\displaystyle \{hx\colon h\in H\!\}} ويُقال عنها مجموعة مشاركة يمنى لـ {\displaystyle H\!}.
لأي زمرة جزئية {\displaystyle H\!}، نستطيع تحديد علاقة التكافؤ {\displaystyle \sim } من خلال {\displaystyle x\sim y} إذا كان {\displaystyle x=yh} لأي {\displaystyle h} في {\displaystyle H\!}. وتكون صنف التكافؤ لعلاقة التكافؤ تلك هي بالضبط المجموعات المشاركة اليسرى لـ {\displaystyle H\!}، والعنصر {\displaystyle x} من {\displaystyle G\!} يكون في صف التكافؤ {\displaystyle xH\!}. وبالتالي تشكل المجموعات المشاركة اليسرى لـ {\displaystyle H\!} تجزئة من {\displaystyle G\!}.
من الصحيح أيضًا أن أي مجموعتين مشاركتين يسريين لـ {\displaystyle H\!} تمتلك نفس العدد الأصلي، وبتعبير أخص فإن كل مجموعة مشاركة لـ {\displaystyle H\!} تمتلك نفس العدد الأصلي مثل {\displaystyle eH\!=H\!}، حيث {\displaystyle e} هو العنصر المحايد. وبالتالي يكون العدد الأصلي لأي مجموعة مشاركة يسرى لـ {\displaystyle H\!} مساويًا رتبة {\displaystyle H\!}. ويُحصل على نفس النتائج بالنسبة للمجموعات المشاركة اليمنى، وفي الواقع نستطيع إثبات أن مجموعة المجموعات المشاركة اليسرى لـ {\displaystyle H\!} تمتلك نفس العدد الأصلي لمجموعة المجموعات المشاركة اليمنى لـ {\displaystyle H\!}.